# ماركو دابر
ماركو دابر (بالإنجليزية: Marco Dapper)‏ مواليد 9 يوليو 1983، هو ممثل أمريكي بدأ مسيرته الفنية سنة 2003.

## الأعمال

### مسلسلات
- فيرونيكا مارس (2007)
- 90210 (2009) (بدور: ميلو)
- ذا ينغ أند ذا رستلس (2012) (بدور: كارمين باسكو)

## روابط خارجية
- ماركو دابر على موقع IMDb (الإنجليزية)
- ماركو دابر على موقع ألو سيني (الفرنسية)
- ماركو دابر على موقع أول موفي (الإنجليزية)
- ماركو دابر على موقع إن إن دي بي (الإنجليزية)
- ماركو دابر على موقع قاعدة بيانات الفيلم (الإنجليزية)
- ماركو دابر على موقع كينوبويسك (الروسية)